# 维多利亚布拉西尔
维多利亚布拉西尔是巴西圣保罗州的一个市镇。总面积49.818平方公里，总人口1845人，人口密度37人/平方公里。